# Paprotnica krucha
Paprotnica krucha (Cystopteris fragilis) – gatunek należący do rodziny paprotnicowatych.

## Morfologia
Roślina trwała o wysokości od 10 do 40 cm. Kłącze krótkie, pokryte licznymi resztkami ogonków zeszłorocznych liści. Liście podługowate lub podługowato lancetowate, 2-krotnie piłkowano-wcinane o ogonkach bardzo kruchych i krótszych od blaszki. Odcinki 1 rzędu jajowatopodługowate lub jajowatolancetowate, dolna para odcinków krótsza od sąsiednich. Odcinki 2 rzędu krótko i tępo ząbkowane, u nasady zwężone. Kupki zarodni obok siebie stojące, nie zlewają się. 

## Biologia i ekologia
Występuje w leśnych parowach, na cienistych skałach, jak również na zacienionych wapiennych zboczach.